# Pringles

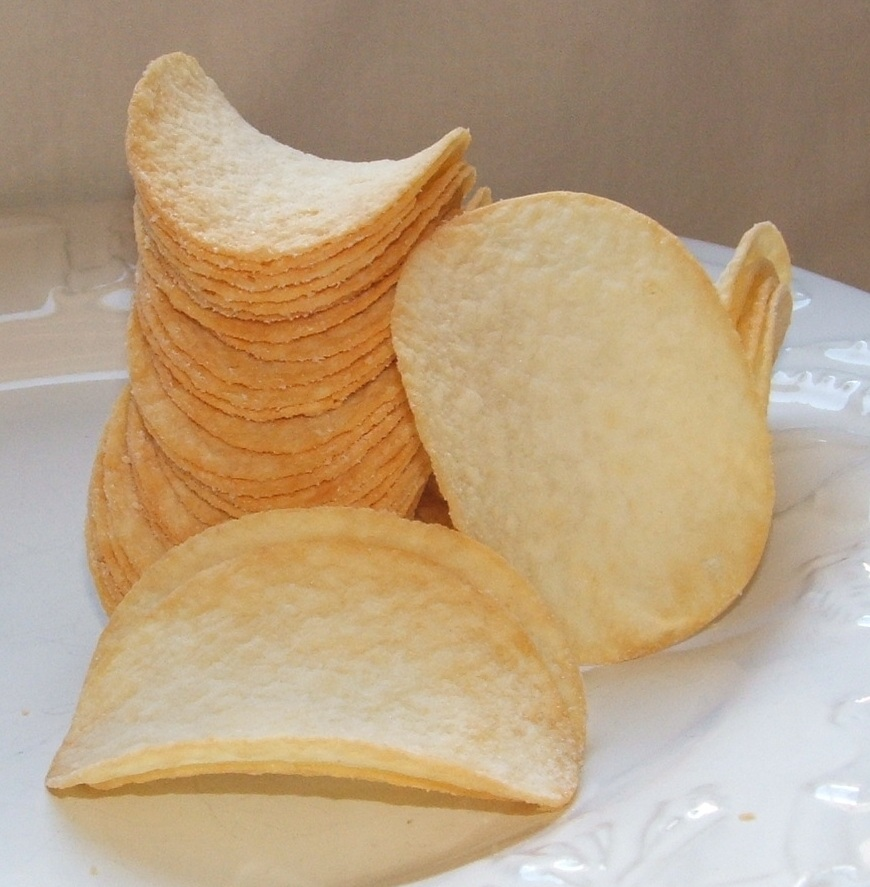
Chipsy Pringles

Pringles – marka przekąsek ziemniaczanych należąca do Mars Inc.. Ich cechą charakterystyczną jest pakowanie w tekturowe tuby.

## Historia
Marka została założona w 1968 r. Na początku sprzedawano je tylko w Stanach Zjednoczonych, a od lat 70. XX wieku są rozsyłane po całym świecie.
Jest kilka teorii tłumaczących, dlaczego firma nazywa się Pringles. Jedna z nich odwołuje się do postaci Marka Pringlesa, który stworzył patent 2 286 644 o nazwie Metody i sprzęt do obróbki ziemniaków. Stało się to 5 marca 1937 r. Jego pracę wykorzystało przedsiębiorstwo Procter & Gamble (P&G), używając również swojego własnego patentu.